# Twin Cairns Island
Pour les articles homonymes, voir Cairns (homonymie).
Twin Cairns Island est une île inhabitée dans le territoire fédéral de Nunavut, à l'est de la Baie d'Hudson au Canada. Son altitude moyenne est de 8 mètres.